# AWESOM-O
AWESOM-O is aflevering 116 (#805) van de Comedy Central-reeks South Park. De aflevering is voor het eerst uitgezonden op 14 april 2004.
Deze aflevering is aangekondigd als "The Return of Lemmiwinks", maar die aflevering heeft nooit bestaan. De vooraankondiging van de aflevering meldt:
Door de tragische gebeurtenissen van deze week in Hawaï zal de Lemmiwinks-aflevering van South Park vanavond niet uitgezonden worden. In plaats daarvan presenteren wij de geheel nieuwe en marginaal betere aflevering, AWESOM-O.

## Verhaal
Eric Cartman doet zich tegenover Butters Stotch voor als robot uit Japan om Butters geheimen te ontfutselen waarmee hij hem verder hoopt te pesten. Butters trapt er aanvankelijk in en denkt dat hij inderdaad een robot-vriend heeft aan wie hij alle geheimen kan vertellen. Vervolgens vertelt Butters de robot dat hij door Cartman gepest wordt, maar dat hij hem zal terugpakken als hij het nog een keer doet. Butters bezit namelijk een video waarin Cartman zich verkleedt als Britney Spears en voost met een kartonnen bord van Justin Timberlake. Cartman is gedwongen om het spel vol te houden, want hij moet de video vinden.
Hoewel Butters niets in de gaten heeft, zijn zijn ouders erg blij dat hij nu eindelijk een vriend heeft met wie hij 'robot speelt'. Zo blij dat ze het goed vinden dat Cartman blijft slapen en meegaat naar Butters' oom en tante in Californië. Cartman moet al die tijd het spelletje meespelen, en omdat robots niet eten kan hij dus niets eten.
De militairen denken dat de Japanners werkelijk een geavanceerde robot hebben uitgevonden en kidnappen Cartman. Butters zet de achtervolging in. Door het bijzijn van Butters kan Cartman nog steeds niet onthullen wie hij werkelijk is, maar uiteindelijk verraadt zijn winderigheid (smell-sequence initiated) hem. Butters vertoont de video waarin Cartman zich verkleedt als Britney Spears en voost met een kartonnen bord van Justin Timberlake aan iedereen.

## Verwijzingen
- De naam van de robot AWESOM-O verwijst naar de robot ASIMO.
- De vraag of AWESOME-O een pleziermodel is, verwijst naar Blade Runner.
- Het lied dat Butters zingt, Robot Friend, is een parodie op het lied Best Friend van Harry Nillson uit The Courtship of Eddie's father.
- Als Butters´ moeder vraagt of Cartman bij Butters mag blijven slapen en mee mag naar Californië twijfelt diens moeder omdat Cartman nog steeds huisarrest heeft, als straf voor het twee weken eerder proberen uitroeien van de joden. Dit is een verwijzing naar The Passion of the Jew, deze aflevering werd in de VS eerder uitgezonden dan AWESOM-O.

Tien favoriete afleveringen geselecteerd door Matt Stone en Trey Parker:
Stupid Spoiled Whore Video Playset · The Return of the Fellowship of the Ring to the Two Towers · Best Friends Forever · Good Times with Weapons · Casa Bonita · AWESOM-O · Trapped in the Closet · Towelie · Red Hot Catholic Love · Scott Tenorman Must Die

Vier favoriete afleveringen geselecteerd door de fans:
It Hits the Fan · Timmy 2000 · Fat Butt and Pancake Head · The Death Camp of Tolerance

Speciaal bijgevoegd: The Spirit of Christmas (kort geanimeerd)
De 25 beste afleveringen van Eric Cartman door stemming op de website van Comedy Central. Deze afleveringen werden van 14 tot 16 oktober 2005 getoond van nummer 25 naar nummer 1 (de populairste).

Red Hot Catholic Love (25) · The Succubus (24) · Cartman Joins NAMBLA (23) · Simpsons Already Did It (22) · Cartmanland (21) · The Red Badge of Gayness (20) · Spontaneous Combustion (19) · Red Sleigh Down (18) · Freak Strike (17) · Casa Bonita (16) · The Jeffersons (15) · Starvin' Marvin (14) · The Passion of the Jew (13) · Weight Gain 4000 (12) · Cow Days (11) · The Death of Eric Cartman (10) · Cartman's Mom is a Dirty Slut (9) · Fat Butt and Pancake Head (8) · AWESOM-O (7) · Christian Rock Hard (6) · Pinkeye (5) · Die Hippie, Die (4) · Up the Down Steroid (3) · Cartman Gets an Anal Probe (2) · Scott Tenorman Must Die (1)